# Dick Van Dyke
Richard Wayne Van Dyke (West Plains, Misuri, 13 de diciembre de 1925), más conocido como Dick Van Dyke, es actor de cine y televisión estadounidense. Recordado por sus actuaciones en los filmes Mary Poppins y Chitty Chitty Bang Bang, y en los programas de televisión The Dick Van Dyke Show en los años sesenta y Diagnosis: Murder en los años noventa.

## Biografía
Nacido en West Plains, Misuri, Dick Van Dyke creció en Danville (Illinois). Sus padres fueron Loren Wayne Van Dyke (1898-1976) y Hazel Victoria, de soltera McCord (1896-1992).
Es de ascendencia neerlandesa por parte de su padre y ascendencia inglesa y escocesa por parte de su madre. Su línea familiar materna se remonta al pasajero del Mayflower John Alden.
A partir de 1931, asistió a la escuela primaria en Danville. Los Van Dyke se mudaron, por dos años, a Crawfordsville (Indiana). A su vuelta, fue a la escuela secundaria de Danville. Ya de niño fue incitado a entrar en el mundo del espectáculo al ver las películas de Laurel y Hardy.

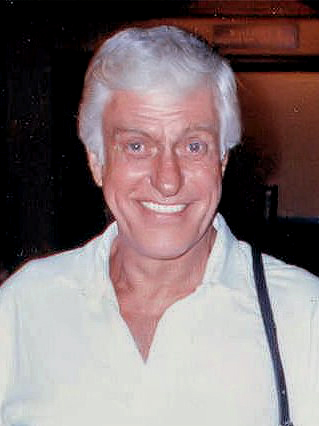
Dick van Dyke en 1988

De adulto reconoció tener problemas de adicción al alcohol, que superó tras veinticinco años

## Filmografía
- Bye Bye Birdie (1963)
- What a Way to Go! (1964)
- Mary Poppins (1964)
- The Art of Love (1965)
- Lt. Robin Crusoe, U.S.N. (1966)
- Divorce American Style (1967)
- Fitzwilly (Cuidado con el mayordomo) (1967)
- Ni un momento de respiro (1968)
- Chitty Chitty Bang Bang (1968)
- Some Kind of a Nut (1969)
- The Comic (1969)
- Cold Turkey (1971)
- Tubby the Tuba (1976) (voz)
- The Runner Stumbles (1979)
- Ghost of a chance (1987)
- Dick Tracy (1990)
- Batman: New Times (2005) (voz)
- Curious George (2006) (voz)
- Night at the Museum (2006)
- Night at the Museum: Secret of the Tomb (2014)
- Alexander and the Terrible, Horrible, No Good, Very Bad Day (película) (2014)
- Merry Xmas (2015)
- Trolland (2016)
- El regreso de Mary Poppins (2018)
- Broadway: Beyond the Golden Age (2021) (documental)
- ALL MY LOVE - Coldplay (2024) (video musical)

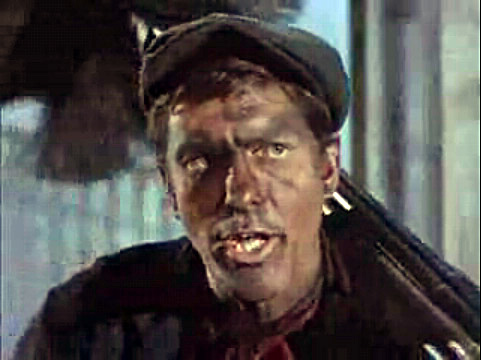
Dick van Dyke como Bert, el deshollinador, en Mary Poppins (1964)

## Trabajos en televisión
Van Dyke protagonizó una popular serie de comedia televisiva llamada El show de Dick Van Dyke, desde 1961 hasta 1966, en la que interpretaba el papel de un escritor cómico llamado Rob Petrie.  Complementando a Van Dyke, se encontraba un reparto veterano de actores cómicos incluyendo a Rose Marie, Morey Amsterdam, Jerry Paris, Carl Reiner (como Alan Brady), como también a profanos en la televisión como Mary Tyler Moore, quien interpretaba la mujer de Rob, Laura Petrie. Ganó tres premios Emmy y la serie recibió cuatro premios Emmy como serie de comedia destacada. Desde 1971 hasta 1974, Van Dyke protagonizó otra serie comedia sin relación llamada El nuevo show de Dick Van Dyke, en la que protagonizaba a un presentador local en un programa de entrevistas.
Para incentivar a Van Dyke a volver a las series de televisión, CBS literalmente construyó un estudio en Carefree, Arizona, el nuevo lugar de residencia de la estrella, con el único propósito de grabar. Las críticas y audiencia fueron generalmente buenas y el show duró tres temporadas.  Cuando los ejecutivos se negaron a emitir un episodio sobre la base de que tenía demasiada carga sexual, el productor Carl Reiner se marchó de la serie; Van Dyke decidió renovar. En los años setenta, Dick estuvo en la NBC con su espectáculo de variedades Van Dyke & Co., de una hora de duración. Se emitió entre septiembre y diciembre de 1976. Cuando el antagonista de Carol Burnett, Harvey Korman, abandonó su espectáculo de variedades de larga duración, Van Dyke ocupó su puesto. Esta fue la primera vez que ocupó un papel secundario en televisión, y había pocas chispas cómicas entre Dick y Carol. Abandonó después de una temporada.
En 1988, protagonizó una serie comedia de corta duración, El show de Dick Van Dyke, en la que protagonizaba el papel de una estrella retirada de Broadway. El hijo real de Dick, Barry, era un protagonista habitual. 
Desde 1993 hasta 2001, interpretó al Dr. Mark Sloan en la serie de larga duración Diagnosis: Murder, un drama médico/criminal. Su hijo, Barry, era coprotagonista de la serie. 
En un especial de 2004, El show de Dick Van Dyke revisado, fue promovido de forma importante como el nuevo episodio de la clásica serie después de veintiocho años. Dick y los supervivientes de su reparto original volvieron a recrear sus roles; el programa fue profundamente hundido por la crítica.
El 13 de diciembre de 2024, justo el día en que cumplía 99 años, Coldplay publicó el vídeo de la canción "All my love", que se filmó en casa del actor rodeado de miembros de su familia. 
También ha hecho varias apariciones televisivas en otros programas y sigue estando en demanda.
- The Morning Show (1955-1956)
- CBS Cartoon Theater (1956) (cancelado después de 13 episodios)
- The Chevy Showroom Starring Andy Williams (1958) (cancelado después de 3 meses)
- Mother's Day (1958-1959)
- Laugh Line (1959) (cancelado después de 3 meses)
- The Dick Van Dyke Show (1961-1966)
- Dick Van Dyke and the Other Woman (1969)
- Dick Van Dyke Meets Bill Cosby (1970)
- The New Dick Van Dyke Show (1971-1974)
- Julie and Dick at Covent Garden (1974)
- The Morning After (1974)
- Columbo: Negative Reaction (1974)
- Van Dyke and Company (1976) (cancelado después de 2 meses)
- The Carol Burnett Show (miembro del reparto en 1977)
- True Life Stories (1981)
- The Country Girl (1982)
- Drop-Out Father (1982)
- Wrong Way Kid (1983) (voz)
- Found Money (1983)
- Breakfast with Les and Bess (1985)
- Strong Medicine (1986)
- Ghost of a Chance (1987)
- The Van Dyke Show (1988) (cancelado después de 3 meses)
- Daughters of Privilege (1991)
- The House on Sycamore Street (1992)
- The Town That Santa Forgot (1993) (voz)
- A Twist of the Knife (1993)
- Diagnosis: Murder, tres películas para televisión con Dick Van Dyke y Barry Van Dyke en los mismos papeles pero con diferentes compañeros. Finalmente, el 29 de octubre de 1993, se estrenó en CBS.
- Diagnosis: Murder (1993-2001)
- A Town Without Pity (2002)
- Diagnosis: Murder'-Without Warning (2002)
- Sabrina the Teenage Witch  (2002)
- The Gin Game (2003)
- The Alan Brady Show (2003) (voz)
- The Dick Van Dyke Show Revisited (2004)
- Murder 101 (2006), película para TV basada en Diagnosis: Murder
- Murder 101: College Can Be Murder (2007), película para TV basada en Diagnosis: Murder
- Murder 101: If Wishes Were Horses (2007) (TV)... Mike Bryant, película para TV basada en Diagnosis: Murder
- Murder 101: New Age (2008), película para TV basada en Diagnosis: Murder
- The Middle, como Paul «Dutch» Spencer, el tío de Frankie Heck (2015)

### Trabajos temporales
- The Girls Against the Boys (2 de noviembre-14 de noviembre de 1959)
- Bye Bye Birdie (14 de abril de 1960-7 de octubre de 1961) (dejó el espectáculo cuando se trasladó al teatro Shubert)
- The Music Man (5-22 de junio de 1980) (resurgimiento)
- Chita Rivera: The Dancer's Life (24-26 de enero de 2006) (estrella invitada)

## Libros
- Van Dyke, Dick (1967). Altar Egos. F. H. Revell Co. LCCN 67028866.

- Van Dyke, Dick (1970).  Ray Parker, ed. Faith, hope and hilarity. Phil Interlandi (drawings). Garden City, New York: Doubleday. LCCN 70126387.

- Van Dyke, Dick (1975). Those Funny Kids!. Warner Books.

- Van Dyke, Dick (2011). My Lucky Life In and Out of Show Business. Crown Archetype. ISBN 978-0-307-59223-1. LCCN 2010043698. (Van Dyke's memoir)

- Van Dyke, Dick (2015). Keep Moving: And Other Tips and Truths About Aging. Weinstein Books.

## Galardones y nominaciones
| Año  | Asociación                     | Categoría                                                                          | Obra                                              | Resultado |
| ---- | ------------------------------ | ---------------------------------------------------------------------------------- | ------------------------------------------------- | --------- |
| 1961 | Tony Awards                    | Best Performance by a Featured Actor in a Musical                                  | Bye Bye Birdie                                    | Ganó      |
| 1964 | Grammy Awards                  | Grammy Award for Best Album for Children                                           | Mary Poppins                                      | Ganó      |
| 1964 | Golden Globe Awards            | Best Actor – Motion Picture Musical or Comedy                                      | Mary Poppins                                      | Nominado  |
| 1964 | Emmy Awards                    | Outstanding Continued Performance by an Actor in a Leading Role in a Comedy Series | The Dick Van Dyke Show                            | Ganó      |
| 1965 | Emmy Awards                    | Outstanding Individual Achievements in Entertainment                               | The Dick Van Dyke Show                            | Ganó      |
| 1966 | Emmy Awards                    | Outstanding Continued Performance by an Actor in a Leading Role in a Comedy Series | The Dick Van Dyke Show                            | Ganó      |
| 1971 | Golden Globe Awards            | Golden Globe Award for Best TV Actor – Musical/Comedy                              | The New Dick Van Dyke Show                        | Nominado  |
| 1974 | Emmy Awards                    | Best Lead Actor in a Drama                                                         | The Morning After                                 | Nominado  |
| 1977 | Emmy Awards                    | Outstanding Comedy-Variety or Music Series                                         | Van Dyke and Company                              | Ganó      |
| 1976 | People's Choice Awards         | Favorite Male Performer in a New TV Program                                        | Van Dyke and Company                              | Ganó      |
| 1984 | Emmy Awards                    | Outstanding Performer in Children's Programming                                    | CBS Library: The Wrong Way Kid                    | Ganó      |
| 1990 | Emmy Awards                    | Outstanding Guest Actor in a Comedy Series                                         | The Golden Girls: Love Under the Big Top          | Nominado  |
| 1994 | American Comedy Awards         | Lifetime Achievement Award in Comedy                                               |                                                   | Ganó      |
| 2003 | Television Critics Association | Career Achievement                                                                 |                                                   | Ganó      |
| 2013 | Screen Actors Guild            | Lifetime Achievement                                                               |                                                   | Ganó      |
| 2015 | Daytime Emmy Awards            | Outstanding Performer in an Animated Program                                       | Mickey Mouse Clubhouse: Mickey's Pirate Adventure | Nominado  |
| 2017 | Britannia Awards               | Britannia Award for Excellence in Television                                       |                                                   | Ganó      |
| 2024 | Premios Emmy                   | Mejor actor invitado en una serie dramática diurna                                 | Timothy Robicheaux en Days of Our Lives           | Ganó      |

### En inglés
- Dick Van Dyke en Internet Movie Database (en inglés).
- Fan Site for Dick Van Dyke. Archivado el 6 de octubre de 2015 en Wayback Machine.
- Watch Dick Van Dyke Show Episode
- Dick Van Dyke At the Museum of Broadcast Communications
- "Remembering Van Dyke Show"
- Dick Van Dyke - Disney Legends profile
- Watch Dick Van Dyke talk about his career for the Archive of American Television Arts and Sciences
- Dick Van Dyke hosting CBS Cartoon Theater
- Dick's Home town community portal

- Datos: Q310295
- Multimedia: Dick Van Dyke / Q310295